# Lợn râu Borneo

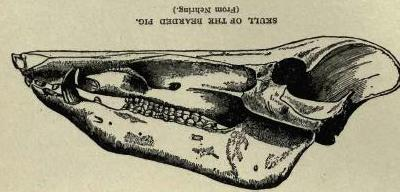
Sọ

Lợn râu Borneo, tên khoa học Sus barbatus, là một loài lợn thuộc chi Lợn, họ Lợn. Nó có bộ râu nổi bật, đôi khi có tua trên đuôi. Nó được tìm thấy trong khu vực Đông Nam Á, Sumatra, Borneo, bán đảo Mã Lai, và nhiều đảo nhỏ, nơi nó sống ở rừng nhiệt đới và rừng ngập mặn. Các lợn râu sống trong một gia đình. Nó có thể sinh sản từ 18 tháng tuổi, và có thể được qua lai tạo với các loài khác trong họ Suidae. Vườn thú San Diego là vườn thú đầu tiên ở Tây bán cầu lai tạo chúng. Tính đến tháng 1 năm 2011, nó cũng được nuôi tại sở thú London, sở thú Hellabrunn, sở thú Gladys Porter, sở thú Lowry Park, sở thú Philadelphia, vườn thú quốc gia Malaysia (Zoo Negara), Zoo Taiping và Sở thú Singapore.